# Csetnik

Csetnik zászló: A cirill betűs felirat a következőképpen szól: „a királyért és a hazáért, szabadság vagy halál”

A csetnik (szerbül: Четник) szónak több jelentése is van, de legtöbbször a szerbekhez köthető irreguláris katonai alakulat tagját jelöli. A német megszállás után a polgári emigráns kormányt támogató, angolbarát, de 1942-től a megszállókkal is megegyezést kereső, a kommunisták ellen is harcoló Draža Mihailović egységeinek a neve. 1944-től a brit támogatást fokozatosan elvesztették, azt a kommunista partizánok kapták meg. A kommunista Népi Felszabadító Hadsereg az 1944–45-ös hadjáratban szervezetüket szétverte, 1946-ban Mihailovićot kivégezték.
Az 1990-es évek elején, a kommunista Jugoszlávia felbomlásakor a független állammá lett Horvátország, Bosznia-Hercegovina szerbek (is) lakta területeinek Szerbiához csatolásáért a szerb haderő támogatásával harcoló szerb szabadcsapatok tagjai. Ezenkívül a hétköznapi beszédben gyakran használják a szerbek általános megnevezésére, általában negatív érzelmi töltettel. Pl.: Judit egy csetnikhez ment feleségül. Melléknévként tárgyakra, fogalmakra is alkalmazható: egész éjjel csetnik zene szólt.

## Etimológia
A „csetnik” szó 1909-ben mutatkozott be legelőször és balkáni gerillaalakulat tagjának leírására használták. A szó a szerb „četa” (чета) szóból származik, mely katonai századot jelent. Továbbá a szerb „četa” a török „çete”-ből ered, mely pár főtől egészen pár ezerig terjedő, önálló katonai alakulatot jelölhet. A „četa” kifejezés belekerült az összes szláv nyelvbe. A „csetnik” szó másik fele, a -nik utótag szláv eredetű.

## A II. világháborúban

### Megalakulás és ideológia

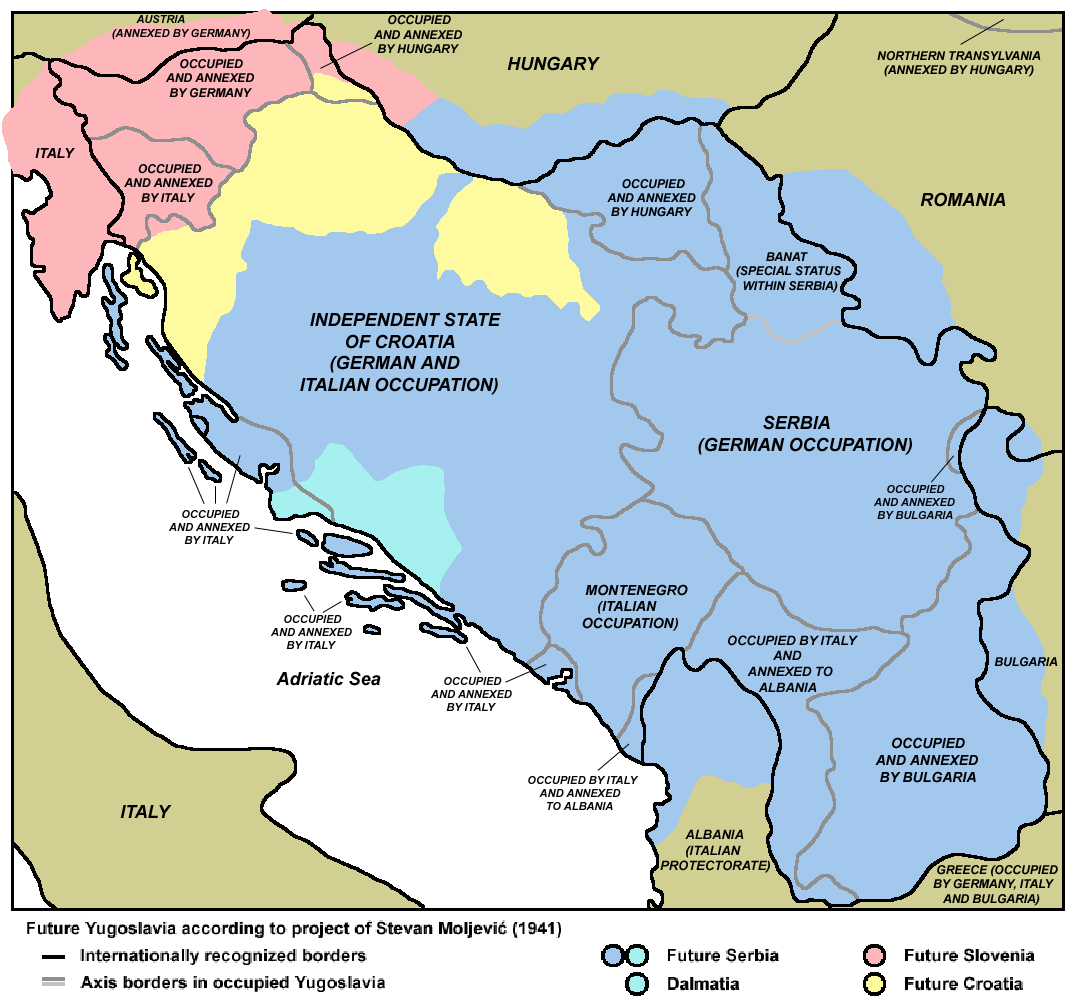
1941-es csetnik koncepció „A mi utunk” című csetnik szórólap alapján, melynek példánya a belgrádi Hadtörténeti Intézet levéltárában található.

1941. áprilisban a tengelyhatalmak megtámadták Jugoszláviát, ami a jugoszláv állam gyors összeomlásához és hadseregének megadásához vezetett. Sok szerb különítmény nem volt hajlandó megadni magát és inkább hegyekbe vonult vissza. A csetnik félkatonai tevékenységek hagyományai és usztasák atrocitásain való felháborodás gyorsan vonzotta az újoncokat a csetnik zászló alá. A csetnikek háború előtti vezetője, az öregedő Kosta Pećanac hamarosan megállapodást kötött Nedić-féle kollaboráns rezsimmel Szerbiában, de Draža Mihailović ezredes a csetnikek főhadiszállását Ravna Gorában állította fel és kapcsolatot létesített a szövetségesekkel. 1941. júniusban, miután a Barbarossa hadművelet megkezdődött, a Tito által szervezett kommunista partizánok felkelést indítottak, valamint 1941. június–novemberben a csetnik és a partizán frakciók nagyrészt együttműködtek a tengelyellenes akciókban. A közös tárgyalóülések száma ellenére az együttműködés nem tartott sokáig, mivel a csetnikek novemberben megtámadták a partizánok užicei központját, ami másnapra a partizánok ellentámadását eredményezte. A csetnikek lényegében monarchista és szerb nacionalista milicisták voltak, akik egyidejűleg ellenálltak a náciknak és a kommunistáknak, legalábbis 1943-ig.
Csetnik tisztelgésnek „A királyért és a hazáért.” (szerbül: За краља и отаџбину.) mondatot használták. Ez a mottó, általában következőképp jelenik meg a zászlójukon: „Hittel Istenben! A királyért és a hazáért! Szabadság vagy halál!”. Sok csetnik szakállat kezdett növeszteni a háború alatt – ugyanis a növekvő szakáll gyászt jelöl az ortodox keresztény hagyományban – azzal a szándékkal, hogy a király visszatéréséig tartsák meg azokat. Ez a szokásuk szerzett nekik egy sértő becenevet és „bradonje"-éknak szólították őket, ami szerb-horvátul „szakállasok"-at jelent. A csetnik egységeknek egyértelműen szerb nacionalista ideológiájuk volt, és a szerbdomináns monarchista Jugoszlávia újraalakítása vagy egy Nagy-Szerbia nevű államalakulat létrehozása volt a céljuk. 1941. júniusban Dragisa Vasić és Stevan Moljević, a csetnikek két vezető értelmiségije, kidolgozott egy emlékiratot „Homogén Szerbia” címmel, melyben azt állították, hogy egész „Bosznia-Hercegovina, Montenegró, Macedónia, Koszovó, Vajdaság, Horvátország nagyobb része, Észak-Albánia (vagy esetleg egész Albánia), valamint Bulgária, Románia, és Magyarország részei és a központi Szerbia együttesen „benne lennének Nagy-Szerbiában”. A terv véghezviteléhez azt javasolták, hogy a „földet meg kell tisztítani az államellenes és a nem szerb, kisebbségi elemektől”. A háború során Mihailović álláspontja a helyzettől függően a szerbdomináns, jugoszláv unitarizmus és a nagyszerb terv között pragmatikusan mozgott. De látva, hogy a nemzetközi támogatás csökken és ugyanakkor a szövetségesek elismerése és támogatása bekapcsolta a partizánokat is, Mihailović elhatározta, hogy összehívja a „Szent Száva kongresszust” (Szent Száva – Szerbia védőszentje), melyet Živko Topalović szervezett a Suvobor hegységben, Szerbiában. A kongresszus hét nyilatkozatot hozott meg, melyek szövetségi államberendezésről, valamint politikai és kulturális jogokról biztosítottak minden polgárt a háború utáni Jugoszlávia újjáalakításakor. Alkotmányos uralkodó II. Péter király kellett hogy maradjon mindaddig, amíg a szabadon választott országgyűlés úgy dönt, hogy a helyéről el kell távolítani. De e lépés már túl későn jött, és a szövetségesek inkább Josip Broz Tito marsall partizánjait támogatták.
A csetnik mozgalom túlnyomó többségét mindig nacionalista szerbek és montenegróiak alkották. Kis számú horvát, szlovén és boszniai muzulmán is akadt köztük, akik hűnek tartották magukat a Jugoszláv Királyság száműzetésben lévő kormányához, királypártiak voltak, vagy csak egyszerűen védeni akarták otthonaikat a náci elnyomás ellen. A csetnikek, a nem szerbek jelenlétére a mozgalomban úgy néztek, hogy a zsidók, muzulmánok, horvátok és mások „hígítják és szennyezik” a „tisztán szerb harcot”.

### Halyard-hadművelet
A Halyard-hadműveletben, mely 1944 második felében zajlott le, 417 szövetséges (köztük 343 amerikai) pilótát mentettek ki Szerbiából, a csetnikek által ellenőrzött területekről, amit gyakran úgy emlegetnek, mint „bizonyítékot” a csetnikek „erős pro-szövetséges rokonszenvére”. Ez volt a szövetségesek ellenséges vonalak mögötti legnagyobb légihídja a II. világháborúban. A legtöbb pilóta gépét a romániai olajmezők bombázásakor lőtték le; a legtöbbjüknek sikerült elkerülni a fogságot és kapcsolatba lépni a csetnikekkel. Miután már elvesztette a szövetségesek minden támogatását (és a király elismerését) a partizánok javára, valamint a tengelyhatalmak európai veresége már biztos volt, Mihailović arra törekedett, hogy magát kedvező fényben tüntesse fel és visszaszerezze a szövetségesek korábbi támogatását. Ugyanakkor a szövetségesek tudatában voltak annak, hogy Mihailović csapatai egyidőben német és usztasa pilótákat is kimenekítettek a partizánok fogságából (a Nedić-kormányzat 1944. februári jelentése szerint) és alkalmakkor a tengely nevében levadásztak szövetséges repülőket is.
A jugoszláv partizánok is mentettek és kimenekítettek lelőtt szövetséges pilótákat a Balkánról. Az Egyesült Államok Légimentői által összeállított statisztika szerint 1944. január 1. – október 15. közt 1152 amerikai pilótát szállítottak el Jugoszláviából: 795-öt a partizánok és 356-ot a csetnikek segítségével.

## Kollaboráció a tengellyel
A háború menetében a csetnik mozgalom szinte teljesen tétlen lett a megszállókkal szemben és egyre inkább a tengely erőivel működött együtt, amivel mint a jugoszláv ellenállás képviselői elveszítették nemzetközi elismerésüket. Egy rövid együttműködéses időszak után a partizánok és a csetnikek gyorsan egymás ellen fordultak. Végül a csetnikek fokozatosan a megszálló erők helyett, elsősorban a partizánok ellen harcoltak és elkezdték segíteni a tengelyhatalmak harcát abban, hogy azok elpusztítsák az ellenállást, amiért növekvő mennyiségű logisztikai segítséget is kaptak. Mihailović elismerte egy brit ezredesnek, hogy a csetnikek sorrendjében „elvből ellenségei” a „partizánoknak, usztasáknak, muzulmánoknak, horvátoknak és az utolsó helyen a németeknek és olaszoknak”.
Az ellentét legelején a csetnik erők csak viszonylag voltak tétlenek a megszállás iránt, valamint tárgyalásokat folytattak a partizánokkal. Amikor a tárgyalások elakadtak, a helyzet megváltozott és megtámadták a partizánokat (akik aktívan harcok a németekkel), miközben továbbra is részt vettek kisebb csatározásokban a tengely ellen. A németek elleni támadások erős megtorlásokat váltottak és a csetnikek egyre inkább tárgyaltak velük. A tárgyalások segítette a közös célt, ami a partizánok megsemmisítése volt. Kollaborációra először a partizánok „Užicei Köztársasága” ellen került sor, ahol a csetnikek is részt vettek a tengely általános támadásában.

## Etnikai tisztogatás
1941. december 20-án a csetnik főparancsnok, Draža Mihailović az alábbi „utasításokat” adta ki, melyek többek közt felvázolták az összes nem szerb elem eltisztítását egy Nagy-Szerbia létrehozásáért:
Egységeink feladata:

1. Őfelsége, II. Péter király jogara alatt való küzdelem valamennyi honfitársunk szabadságáért;
2. Nagy-Jugoszlávia és azon belül egy etnikailag tiszta Szerbiát, Montenegrót, Bosznia-Hercegovinát, Szerémséget, Bánátot és Bácskát felölelő Nagy-Szerbia létrehozása;
3. Harc az Olaszország és Németország alatt lévő, fel nem szabadult szlovén területekért (Trieszt, Gorizia, Isztria, és Karintia), valamint Bulgáriáért és Észak-Albániáért (Shkodra várossal), hogy azok állami életünkbe épülhessenek bele;
4. Az összes nemzeti kisebbség és államellenes elem eltisztítása az állam területéről;
5. Szerbia és Montenegró, valamint Szerbia és Szlovénia közti közvetlen és közös határok létrehozása az által, hogy meg kell tisztulni a szandzsáki muszlim lakosságtól, valamint Bosznia-Hercegovina muszlim és horvát lakosságától;
6. Minden usztasa és muzulmán megbüntetése, akik a tragikus napokban kíméletlenül pusztították népünk;
7. A nemzeti kisebbségektől és államellenes elemektől megtisztított területek montenegróiakkal (montenegrói szerbekkel) való betelepítése (figyelembe kell venni a szegényeket, nemzeti érzelmű, hazafias és becsületes családokat).

A kommunistákkal nem állhat fent együttműködés – mivel a partizánok a dinasztia ellen és a szocialista forradalom javára küzdenek. [...] Az albánokat, muzulmánokat és usztasákat a lakosságunk elleni borzalmas bűnökkel összhangban kell kezelni, azaz át kell majd őket adni a népi bíróságoknak. Az olasz megszállás alatt élő horvátokat az adott pillanatú álláspontjuk alapján kell kezelni.
A Mihailović közvetlen parancsnoksága alatt álló csetnikek által meggyilkolt muzulmánok, horvátok és más polgárok pontos számát még nem állapították meg. Šemso Tucaković történész, A boszniai muzulmánok elleni bűnök 1941-től 1945-ig című könyve becslései szerint 150 000 muzulmánból, akik a II. világháborúban életüket vesztették, mintegy 100 000-et a csetnikek öltek meg. Tucaković feltüntette legalább 50 000 boszniai muzulmán nevét, akikről közvetlen ismert, hogy csetnikek öltek meg. Vladimir Žerjavić, II. világháborús történész szerint, a világháború alatt a csetnikek mintegy 29 000 muzulmánt és 18 000 horvátot öltek meg. Žerjavić adatait olykor túl konzervatívnak is tartják és a megölt nem szerbek számát maximum 300 000-re becsülik.
Pár főbb világháborús csetnik tömeggyilkosság, melyeket horvátok és muzulmánok ellen követtek el:
- 1941. április 15-én Kninben, Grahovóban és Sinjben 100 civilt öltek meg borzalmas módon, haláluk előtt levágták az áldozatok füleit, kezeit és kivájták a szemüket.
- 1941. júliusban, Hercegovinában (Bileća, Stolac) körülbelül 1150 civilt gyilkoltak meg.
- 1941. augusztusban történt Krnjeušai pogrom.
- 1941. decemberben és 1942. januárban, Kelet-Boszniában (Foča, Goražde) körülbelül 2050 civilt gyilkoltak meg.
- 1942. augusztusban, Kelet-Boszniában és Szandzsákban (Foča, Bukovica) körülbelül 1000 civilt gyilkoltak meg.
- 1942. augusztusban Kelet-Boszniában (Ustikolina, Jahorina) mintegy 2500 civilt gyilkoltak meg.
- 1942-ben, Dél-Dalmáciában (Makarska) körülbelül 900 civilt gyilkoltak meg.
- 1942. októberben, Hercegovinában (Prozor) mintegy 2500 civilt gyilkoltak meg.
- 1943. januárban, Szandzsákban (Bijelo Polje) körülbelül 1500 civilt gyilkoltak meg.
- 1943. februárban, Kelet-Boszniában és Szandzsákban (Foča, Čajniče, Pljevlja) 9200 és 20 000 közti számú civil vesztette életét. Míg a csetnikek maguk elismerték, hogy több mint 9000 embert öltek meg, más becslések 20 000-re teszik a halottak számát. Ez a mészárlást volt a legnagyobb, amit a csetnikek a világháborúban elkövettek.

Mihajlovićot 1946. március 13-án fogták el a jugoszláv Népvédelmi Osztály (Odelenje za Zaštitu Naroda – OZNA) ügynökei. 47 pontban vádolták meg és a bíróság 8 pontban – beleértve az emberiség elleni bűncselekmények és hazaárulás vádját – találta őt bűnösnek. A tárgyalás június 10. – július 15-ig tartott. Bűnösnek találva, július 15-én kivégzőosztag általi halálbüntetésre ítélték. Az Országgyűlés Elnöksége július 16-án elutasította a kegyelmi fellebbezést, majd július 18. kora hajnali óráiban Lisičiji Potokban, mintegy 200 m-re az egykori királyi palotától, 9 másik tiszttel együtt végezték ki, és a helyszínen is temették el egy jelöletlen sírba. A vádat képviselő legfőbb ügyész, Miloš Minić később a jugoszláv kormány külügyminisztere lett.

## Fordítás
Ez a szócikk részben vagy egészben  a   Chetniks című angol Wikipédia-szócikk fordításán alapul.  Az eredeti cikk szerkesztőit annak laptörténete sorolja fel. Ez a jelzés csupán a megfogalmazás eredetét és a szerzői jogokat jelzi, nem szolgál a cikkben szereplő információk forrásmegjelöléseként.